# Sources du droit du travail en France
Les sources du droit du travail français sont d'ordre international, national et professionnel. La coexistence des normes issues des différentes sources est régie par le principe général de hiérarchie des sources, et par le principe dérogatoire de l'application de la norme la plus favorable au salarié.

## Sources internationales
Les sources internationales du droit du travail français sont les conventions internationales issues de l'Organisation internationale du travail, les conventions du Conseil de l'Europe, et le droit communautaire. Les normes issues de ces sources ont pour la plupart un effet direct en droit français, et prévalent sur les normes nationales et professionnelles grâce à l'article 55 de la Constitution.

### Conventions internationales
Les conventions internationales dans le cadre de l'Organisation internationale du travail (OIT, organe de l'ONU) visent à unifier le droit du travail vers une plus grande justice sociale dans le monde (travail des enfants, esclavage, etc). La France a ratifié 47 conventions de l'OIT depuis 1926, lesquelles sont directement applicables en droit français et prévalent sur les lois et règlements.

### Conventions du Conseil de l'Europe
Membre du Conseil de l'Europe, la France a ratifié la Convention européenne des droits de l'homme en 1974 et la Charte sociale européenne en 1973.
L'article 4 de la Convention européenne des droits de l'homme prohibe l'esclavage et le travail forcé, et l'article 11 reconnaît la liberté syndicale. La Cour européenne des droits de l'homme, instituée par la Convention pour veiller à son respect par les États contractants, y reconnait la liberté positive d'adhérer à un syndicat, et aussi la liberté négative de ne pas adhérer à un syndicat. L'article 6 relatif au droit au procès équitable est également applicable en contentieux du travail.
La Charte sociale européenne reconnaît 31 droits, dont un droit à l'égalité des chances et de traitement en matière d'emploi et de profession, sans discrimination fondée sur le sexe, un droit à l'information et à la consultation, un droit à la protection en cas de licenciement, et aussi un droit des travailleurs à la dignité dans le travail.

### Droit de l'Union européenne
Le droit de l'Union européenne tend à harmoniser les règles sociales des États membres, soit en imposant des règles minimales applicables sur le territoire de l'Union européenne, soit en favorisant la reconnaissance de certains droits. Cependant, la jurisprudence de la CJUE tend à favoriser les principes économiques du marché unique au détriment des droits sociaux.

#### Droit social communautaire
Le droit social communautaire est essentiellement composé de normes communautaires de droit dérivé, notamment de directives qui doivent être transposées dans la législation nationale des États membres. En matière de droit communautaire primaire, le Traité de Rome impose, en son article 141, le principe de l'égalité de rémunération des hommes et des femmes dont la Cour de justice a reconnu l'effet direct. 
Le Conseil et la Commission européenne ont également notifié aux États membres une série de directives sociales sur diverses thématiques du droit du travail. En matière de conditions de travail, ces directives règlementent l'information du travailleur sur les conditions de son contrat de travail, l'aménagement du temps de travail, et la santé et la sécurité au travail. D'autres directives imposent aux États membres d'appliquer les accords-cadres européens sur le congé parental, le travail à temps partiel et le travail à durée déterminée.
Les directives règlementent également la protection des travailleurs, en garantissant l'égalité professionnelle entre les hommes et les femmes et en aménageant la charge de la preuve en cas de discrimination fondée sur le sexe, le maintien des droits de travailleurs en cas de transfert d'entreprise, et la protection des salariés en cas d'insolvabilité de l'employeur. Par ailleurs, une directive impose des règles minimales en matière de licenciements collectifs.
Enfin, deux directives prévoient l'existence d'un comité d'entreprise européen et l'implication des travailleurs dans la société européenne

#### Jurisprudence de la CJUE
La Cour de justice de l'Union européenne est sollicitée en matière sociale, par des recours en manquements introduits par la Commission contre des États pour défaut de transposition des directives, et par des questions d'interprétation d'un traité ou d'un acte de droit dérivé. La position de la Cour de justice a évolué vers une meilleure protection des droits et libertés économiques, au détriment des droits sociaux. 
La Cour de justice a considéré dans l'arrêt Viking qu'une grève organisée contre une délocalisation au sein de l'Union était une restriction au principe de liberté d'établissement des entreprises prévue par l'article 43 du Traité CE.
Dans l'arrêt Laval, la Cour de justice a estimé qu'une organisation syndicale ne pouvait contraindre, par une action collective, une entreprise à entamer des négociations salariales et à adhérer à une convention collective dans le cadre du détachement de salariés au sein de l'Union
Enfin, la Cour de justice a considéré que les présomptions de salariat dans les droits nationaux peuvent constituer des entraves injustifiées à la libre prestation des services

## Sources nationales
Ces règles sont issues de diverses sources, à la fois légales et jurisprudentielles.
En France, les principales sont :
- la Constitution, en particulier le préambule de 1946
- le Code du travail et le Code civil (parties légales et règlementaires)
- les conventions collectives
- la jurisprudence de la chambre sociale de la Cour de cassation.

### Normes du bloc de constitutionnalité
Certaines normes du bloc de constitutionnalité intéressent directement le droit social, et sont parfois invoquées par les juridictions suprêmes des trois ordres pour justifier leurs décisions. La Cour de cassation s'est ainsi référé aux articles premier et 75 de la Constitution de 1958 et à plusieurs articles de la Déclaration des droits de l'homme et du citoyen pour casser certains arrêts.
Le préambule de la Constitution de 1946 proclame des droits économiques et sociaux particulièrement nécessaires à notre temps, dont le droit d'obtenir d'emploi et le devoir de travailler, la liberté syndicale, le droit de grève, l'interdiction des discriminations des travailleurs, et l'égalité entre les hommes et les femmes. Ces droits-créances ont également été visés en cassation de certains arrêts.
La jurisprudence du Conseil constitutionnel impose au législateur de respecter « les droits et libertés fondamentaux reconnus aux employeurs et aux salariés », et « d'assurer la mise en œuvre des principes économiques du préambule de la Constitution de 1946 ». Cette jurisprudence a reconnu la liberté syndicale individuelle et le droit syndical collectif, le droit de grève, le droit à la participation qui fonde et garantit la représentation du personnel et le droit à la négociation collective, la protection de la santé, de la sécurité matérielle, du repos et des loisirs et le droit à l'emploi

### Lois et règlements

#### Compétence législative et réglementaire
Selon les articles 34 et 37 de la Constitution, la loi détermine les principes fondamentaux du droit du travail, du droit syndical et de la sécurité sociale. Il appartient donc au Gouvernement de légiférer hors de cette matière, en adoptant des dispositions complémentaires aux lois par voie de décret pris après avis du Conseil d'État. Par ailleurs, le Gouvernement exerce son pouvoir réglementaire d'application des lois, et d'autres autorités administratives peuvent exercer leurs pouvoirs spéciaux par la voie des arrêtés, ce qui fonde la compétence des juridictions administratives en droit du travail.

#### Politique contractuelle d'élaboration des lois
La politique contractuelle, née des accords de Grenelle en 1968, consiste à inviter les organisations syndicales et patronales à négocier un accord national interprofessionnel, qui puisse servir de base à un projet de loi en droit du travail. Cette pratique a été rendue obligatoire par la loi de modernisation du dialogue social du 31 janvier 2007, codifiée aux articles L1 à L3 du Code du travail, et a permis la réforme de la représentativité syndicale instaurée par la loi portant rénovation de la démocratie sociale du 20 aout 2008.

#### Recodification à droit constant
L'ensemble des normes qui constituent le droit du travail, y compris celles relatives aux infractions du travail, sont réécrites et codifiées à droit constant, dans les parties L (législative), R (réglementaire) et D (décrétale) du Code du travail. L'ancien Code du travail, dont une première recodification était intervenue en 1973, a été recodifiée par des ordonnances ratifiées par la loi du 21 janvier 2008. L'objectif étant de poser une règle par article, le nouveau Code du travail compte désormais 3652 articles selon une numérotation à 4 chiffres, contre 1891 précédemment.
Toutefois, toutes les règles qui intéressent le droit du travail ne figurent pas dans le Code du travail. En premier lieu, les règles générales du Code civil sur le droit des obligations continuent de régir le contrat de travail, malgré un régime très spécifique. D'autres règles intéressant le droit du travail sont également contenues dans la loi « informatique et libertés » de 1978, le Code de la propriété intellectuelle, le Code de commerce, le Code de la santé publique, ou encore le Code de l'entrée et du séjour des étrangers et du droit d'asile.

### Jurisprudence
La jurisprudence désigne l'ensemble des décisions de justice relatives à une question juridique donnée. Il s'agit donc de décisions précédemment rendues qui illustrent comment un problème juridique a été résolu. La jurisprudence est constituée d'abord des décisions rendues par les hautes cours nationales, mais aussi, avec un poids moindre, de celles rendues par des cours de rang inférieur.

## Sources professionnelles
- Les usages ou les coutumes professionnelles, le règlement intérieur et le contrat de travail sont aussi à l'origine des règles régissant les rapports de travail.

### Conventions collectives
- Les conventions et accords collectifs sont conclus entre les employeurs et les salariés par l'intermédiaire de leur syndicats représentatifs.

## Articulation des sources
Toutefois, en droit du travail, cette hiérarchie des normes est tempérée par un système dérogatoire néfaste aux salariés, mis en place depuis dès le début des années 1980 :
- certaines règles sont soumises à un ordre public social : ainsi, un contrat de travail ne peut fixer un salaire inférieur au SMIC ou à la  convention collective applicable au sein de l'entreprise, un accord d'entreprise ne peut pas être moins favorable aux salariés qu'une convention collective ou que la loi.
- en dehors de ces règles, plusieurs dispositions législatives et réglementaires mises en place depuis plusieurs décennies, dont la loi du 4 mai 2004[31] a mis en place un système de dérogations au sein des conventions collectives : un accord d'entreprise peut alors fixer des règles moins favorables que la convention de branche auquel il est rattaché, sauf si la convention collective s'est expressément opposée à une telle dérogation. Un contrat de travail ne peut bénéficier de ces dérogations.
- à l'échelon supérieur, les lois Auroux de 1982 ont prévu que les conventions collectives pouvaient fixer des règles moins favorables que celles de la loi dans le domaine de la durée de travail.

### Hiérarchie des normes
Selon le principe traditionnel de hiérarchie des normes, chaque norme ne tire sa force que d'une norme de niveau supérieur. Ainsi, le contrat de travail doit respecter les accords et usages d'entreprises, qui eux-mêmes dépendent des conventions collectives et de la loi.
Ces sources professionnelles doivent être plus favorable que la loi. Depuis l'entrée en vigueur de la loi du 4 mai 2004 (Loi no 2004-391, JO 5 mai 2004, p. 7983 et s.), des conventions collectives d'entreprises peuvent déroger à la loi dans un sens moins favorable au salarié, notamment en matière de temps de travail.